# 김윤덕 (1937년)
김윤덕(金胤德, 1937년 3월 3일~2022년 5월 29일)은 대한민국의 정치인이다. 제8·9·10대 국회의원이었으며 문민정부에서 제7대 정무제2장관을 지냈다.
김윤덕은 전라남도 신안 출생이다. 목포여고, 성균관대학교 법대를 졸업하였다.
1971년 제8대 총선에서 신민당 전국구 13번 후보자로 공천되어 당선되었다. 이후 1973년 제9대 총선에서 전라남도 나주군·광산군 지역구에서 신민당 후보자로 출마, 2위를 기록하며 당선되어 재선 국회의원이 되었다. 1978년 제10대 총선에서 같은 지역구에서 신민당 후보자로 출마, 1위로 당선되어 3선 국회의원이 되었다.
김영삼 정부에서 정무제2장관(1996. 8. 8.~1997. 8. 5.)을 지냈다.
2022년 5월 29일 숙환으로 사망하였다.

## 역대 선거 결과
|  | 44.4% |

|  | 30.78% |

|  | 23.33% |